# Économie de Montréal

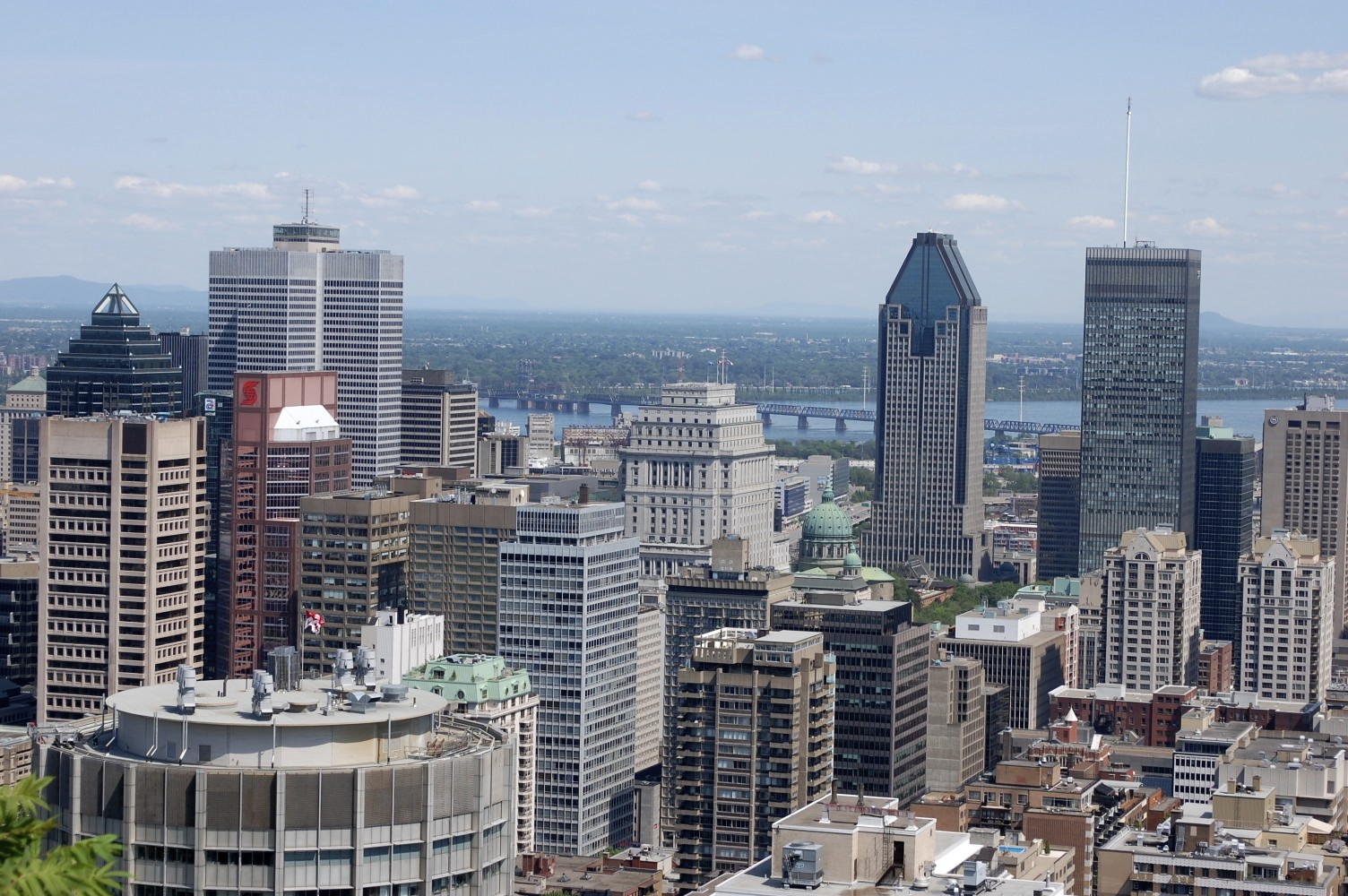
Montréal possède une économie diversifiée qui repose principalement sur le secteur tertiaire.

Pour des articles plus généraux, voir Montréal et Économie du Québec.
L'économie de Montréal est caractérisée par sa grande diversité. Elle repose principalement sur le secteur tertiaire, qui est responsable d'environ 84 % de tous les emplois de la métropole. Depuis quelques années, le principal moteur économique de Montréal est son secteur des hautes technologies qui comprend les activités des entreprises de pharmacologie, de biochimie, d'aérospatiale, de raffinage de pétrole et de télécommunications.
Métropole du Québec, deuxième ville en importance au Canada, Montréal est un centre industriel, commercial, financier et culturel, qui fut autrefois la métropole du Canada, à une époque où le pays se développa en centre portuaire et ferroviaire. Au moment de la colonisation française, la ville était un important centre de traite de la fourrure et de troc avec les peuples amérindiens.
Toujours une importante ville portuaire, au débouché de la voie maritime du Saint-Laurent qui la relie aux centres industriels des Grands Lacs. En tant que deuxième port le plus important du Canada, c'est un point de transbordement pour les céréales, les produits pétroliers, la machinerie et les produits manufacturés. Pour cette raison, il fait partie de l'axe principal des chemins de fer canadiens et demeure une ville ferroviaire importante.
De plus, plusieurs organisations travaillent au rayonnement économique de Montréal: la Chambre de commerce du Montréal Métropolitain au niveau de la concertation des gens d'affaires, Montréal International pour attirer organismes internationaux et investisseurs étrangers ainsi que Tourisme Montréal pour faire la promotion du tourisme vers Montréal.

## Histoire
Les premiers habitants permanents de Montréal sont les Iroquoiens du Saint-Laurent, une nation autochtone sédentaire qui vit principalement de la culture du maïs, des haricots, des courges et du tabac. Les Iroquoiens complètent leur alimentation par la chasse et la pêche ainsi que par le commerce avec les chasseurs-cueilleurs algonquiens. La présence d'un établissement permanent est relatée par Jacques Cartier, qui, en 1535 et en 1541, visitera brièvement un village qu'il nomme Hochelaga. Lors du premier passage de Champlain dans la région, en 1603, on ne trouve plus l'établissement amérindien pour des raisons qui n'ont pas été éclaircies. En revanche, il obtient des informations sur la géographie du territoire en amont ce qui lui permet de mieux apprécier la position stratégique du lieu dans les domaines militaire, économique et des transports. À compter de 1611, Montréal devient un lieu de rencontre entre Amérindiens et commerçants français, qui s'échangent fourrures et produits européens.

### Carrefour de la traite
Fondée en 1642 afin de faire rayonner la foi catholique au cœur du continent, Ville-Marie s'organise lentement sur le plan économique. Le premier moulin seigneurial est construit en 1648 et Maisonneuve met plusieurs années à accorder des terres en concession à des engagés au terme de leur contrat afin de les inciter à rester à Montréal.
La traite des fourrures débute lentement en raison de l'insécurité provoquée par le conflit plus ou moins intense entre la colonie et les Cinq-Nations iroquoises, dont les Agniers. Dans les premières années, les Amérindiens des nations amies préfèrent souvent faire un détour par l'intérieur des terres pour commercer avec Québec ou Tadoussac, plutôt que de se frotter aux Iroquois.
L'industrie montréalaise de la fourrure prend réellement son envol dans les années 1650, sous l'impulsion de marchands tels Charles Le Moyne et Jacques Le Ber, qui prospèrent rapidement. Face à la menace, les Français organisent une série d'expéditions dans les Pays d'en Haut pour recueillir les fourrures. Radisson et des Groseilliers font figure de précurseurs en ramenant une importante cargaison à Montréal en 1660.
La transition vers le statut de colonie royale en 1663 et l'expédition militaire menée contre les Iroquois en 1665-1666 ramène une paix relative et permet de relancer le commerce par le biais d'une foire des fourrures, organisée annuellement. Montréal solidifie sa vocation de carrefour des transports et de la traite des fourrures entre la Nouvelle-France et l'arrière-pays. Sa localisation, à la confluence de plusieurs voies navigables, permet aux voyageurs de sillonner l'Empire français d'Amérique jusqu'au Mississippi. Montréal est «un pivot essentiel» du vaste territoire qui encercle les colonies anglaises.
Montréal a été le point de départ de l’exploration française de l’intérieur par des explorateurs tels Louis Jolliet, René Robert Cavelier de La Salle, Pierre de La Vérendrye et Daniel Duluth. À son apogée, le commerce des fourrures «fait vivre directement ou indirectement le tiers de la population active» de Montréal selon l'historienne Louise Dechêne. Une modeste économie agricole permet à Montréal d'approvisionner en blé certains territoires français comme Louisbourg.

### Carrefour des transports
En 1759, Montréal compte environ 5 000 habitants. La Conquête britannique de 1760 provoque d'importants bouleversements dans la société montréalaise. Désavantagés sur le plan de l'approvisionnement et coupés de leurs sources traditionnelles de capitaux, les marchands français et canadiens ne peuvent concurrencer leurs nouveaux concurrents d'origine britannique ou américaine qui profitent de l'annulation du régime des permis de traite en vigueur sous l'administration française. Les Frobisher, Henry, McGill, McTavish, parmi d'autres, s'élèvent pour former la nouvelle bourgeoisie montréalaise du castor. À compter de 1785, cette grande bourgeoisie se réunit au Beaver Club.
La plupart des grands marchands montréalais se rendent compte au cours des années 1770 qu'ils diminueraient les coûts et augmenteraient les profits en s'associant au sein d'une entreprise commune. Ils forment la Compagnie du Nord-Ouest en 1779, qui met en place un réseau unifié de postes de traite dans l'Ouest tout en améliorant le transport. Pendant une quarantaine d'années, les marchands montréalais augmenteront leur puissance, mais se heurteront à la Compagnie de la Baie d'Hudson, dont les coûts de transport sont inférieurs, avec leurs postes dans la baie d'Hudson. Pour Montréal, la fusion des deux sociétés au profit de la Compagnie de la Baie d'Hudson en 1821 marquera la fin de 150 ans de son contrôle de l'industrie de la fourrure.
Le début du XIXe siècle marque une importante transition dans l'activité commerciale de Montréal. Au moment où l'industrie de la traite des fourrures commence à perdre son importance relative, sa position géographique, jadis si utile pour transiger les peaux, lui permet d'effectuer rapidement une transition vers une nouvelle activité florissante, le négoce et les transports. L'arrivée des Loyalistes, défaits lors de la révolution américaine, et leur établissement dans le Haut-Canada, fait de Montréal la plaque tournante de l'approvisionnement et du peuplement de la région des Grands Lacs. Les marchands de Montréal fournissent le Haut-Canada de la quincaillerie, du café, du thé, du coton, de la soie, de la laine et du sucre, alors que le Bas-Canada reçoit du blé, de la farine, du beurre, du porc, du bois et de la potasse. En 1851, le Bas-Canada achète 4,3 millions de tonnes de blé et de farine des fermes du Haut-Canada.
La croissance rapide de la ville s'accélère avec la construction en 1824 du canal de Lachine. Le nouvel ouvrage permet aux navires de franchir les rapides de Lachine, facilitant les communications entre l'Atlantique et les Grands Lacs. La seconde moitié du XIXe siècle amena le rapide développement du chemin de fer, la création d'une ligne ferroviaire de 23 km entre Laprairie et Saint-Jean-sur-Richelieu en 1836, et celle du canal de Chambly, inauguré en 1843. Les deux infrastructures améliorent les communications avec New York, via le lac Champlain et le fleuve Hudson. 
Mais au-delà du système de canaux pour alimenter l'arrière-pays, Montréal développe son lien avec l'Europe. Les premiers membres de la Commission du Havre de Montréal sont nommés en 1830. Deux ans plus tard, 1 143 m de quais sont aménagés sur le bord du Saint-Laurent. À compter de 1850, John Young lance les travaux de dragage du fleuve permettant aux vaisseaux océaniques de remonter jusqu'à Montréal. Le chantier, — qui inclut l'agrandissement des infrastructures portuaires —, sera complété en 1888, mais dès 1856, une liaison régulière avec Liverpool est établie par la Montreal Ocean Steamship Company.
La construction des lignes du Grand Tronc vers Toronto et les Provinces maritimes dans les années 1850, et celle du pont Victoria, en 1860, ont consolidé la vocation de la ville. La compagnie ferroviaire du Canadien Pacifique y installa son siège social en 1880, faisant de Montréal le nœud ferroviaire du Canada.

### Métropole industrielle et financière

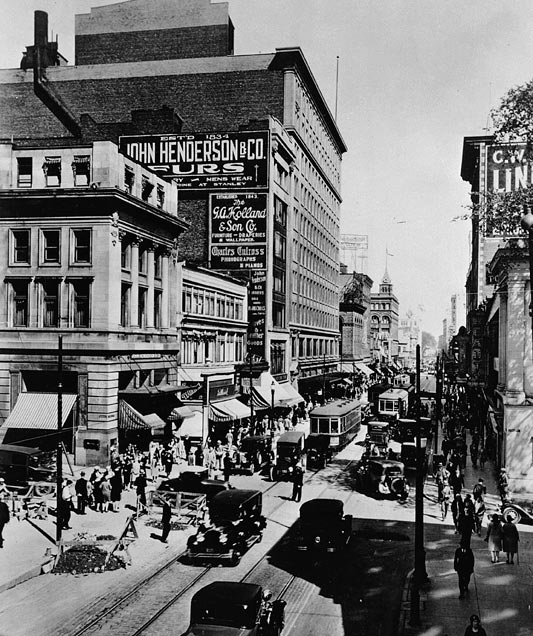
La rue Sainte-Catherine Ouest en 1930. À cette époque, le commerce est dominé par les marchands anglophones.

Le nouveau rôle de Montréal comme plaque tournante des transports au XIXe siècle s'accompagne d'une diversification considérable du commerce. La ville exporte des denrées agricoles vers la Grande-Bretagne, principalement du blé, et importe tout un éventail de marchandises qui sont écoulées à travers les réseaux des marchands de la ville. Parmi les précurseurs de l'activité industrielle figure John Molson, qui installe sa brasserie au pied du courant en 1786, sur un site que l'entreprise occupe toujours 225 ans plus tard.
Le développement du commerce et du transport est suivi de celui d'une infrastructure financière. La Banque de Montréal est fondée en 1817; trois autres banques — la Bank of Canada, la City Bank et la Banque du Peuple — s'établissent en ville dans les 20 années suivantes. Montréal devient le centre financier de l'Amérique du Nord britannique, un rôle qu'il conservera pendant plus d'un siècle.
Les premières transactions sur actions à Montréal sont effectuées au Exchange Coffee House en 1832. Il faudra cependant attendre 40 ans avant que la ville organise formellement son marché boursier. La Bourse de Montréal se dote d'une existence légale en 1874.
L'industrie artisanale cède peu à peu la place à une industrialisation plus poussée et diversifiée qui se déploie en deux étapes. La première vague d'industrialisation coïncide avec l'union des Haut et Bas-Canada en 1840 à une époque où la Grande-Bretagne abandonne le mercantilisme.
La première vague est suivie d'une seconde à compter des années 1880. Dans la foulée de la crise économique de 1873, les gouvernements mettent en place des mesures protectionnistes. Au Canada, la mise en œuvre de la Politique nationale par John A. MacDonald, en 1879, provoque le déplacement des industries vers l'Ontario et la région de Montréal. Pour la métropole, cette période est marquée par la croissance rapide de la population et de l'activité industrielle.

### Déclin relatif et relance
Plusieurs facteurs contribuent toutefois à transformer durablement l'économie montréalaise au terme de la Deuxième Guerre mondiale. D'une part, on constate à cette époque un vaste déplacement des industries de fabrication de biens durables vers le Midwest et le sud de l'Ontario. Combinée à des changements technologiques, comme l'essor du camionnage et la mise en service de la Voie maritime du Saint-Laurent en 1959, cette tendance réduit l'importance de Montréal comme centre de transbordement des marchandises.
Un deuxième facteur, identifié par Polèse (1990), tient aux transformations profondes qui ont marqué la société québécoise à compter de la fin des années 1950 et le renversement du sommet de la hiérarchie des métropoles canadiennes au profit de Toronto. Selon cette thèse, la Révolution tranquille et la francisation de la société québécoise ont eu pour effet d'augmenter les coûts de transaction des services supérieurs, en rendant plus difficile le recrutement de main d'œuvre pour desservir un marché pancanadien anglophone à 75 %. Ce mouvement, particulièrement présent durant les années 1960 et 1970, s'est résorbé vers la fin du XXe siècle. Enfin, les récessions de 1980-1982 et de 1990-1991 portent un coup dur à la structure industrielle traditionnelle de la métropole québécoise. Les secteurs des textiles, de la pétrochimie et du transport ferroviaire sont décimés par les fermetures.
La situation change autour de 1994, alors qu'émergent une série de nouvelles entreprises dans des secteurs de pointe comme l’aéronautique, le biopharmaceutique, l’informatique ou les télécommunications. Ce nouveau dynamisme de l'économie montréalaise, l'ouverture des marchés d'exportation consécutifs aux accords de libre-échange avec les États-Unis (ALE) et à l'ALENA, la forte croissance américaine et la faiblesse du dollar canadien permet aux entreprises montréalaises d'augmenter rapidement leurs exportations vers les États-Unis.

## Économie contemporaine

### Production
Le produit intérieur brut (PIB) aux prix de base de l'agglomération de Montréal s'élevait à 95,4 milliards $ en 2009 et représentait 33,7 % du PIB du Québec. Avec un PIB par habitant légèrement supérieur à 50 000 $ en 2009, l'agglomération se classe au second rang parmi les régions administratives du Québec, derrière le Nord-du-Québec.
Le secteur des services est fortement prépondérant dans l'activité économique de l'agglomération de Montréal. En 2008, le PIB des industries des services atteignait 74,2 milliards $ en 2008, soit 77,3 % du total, ce qui représente un niveau supérieur à l'ensemble du Québec (70,1 %).
En revanche, la chute relative des industries productrices de biens s'est poursuivie. Avec une production de 21,8 milliards $, ces industries ne constituaient plus que 22,7 % de l'activité économique de l'agglomération. Le secteur de la fabrication a décru de 3,3 % par année en moyenne entre 2005 et 2008, une performance due aux secteurs du textile et du vêtement, de la fabrication de produits informatiques et électroniques et des produits chimiques. Ces baisses ont été partiellement compensées par une intensification de l'activité dans le secteur de la fabrication des boissons et du tabac, de l'impression et du matériel électrique.

### Investissements

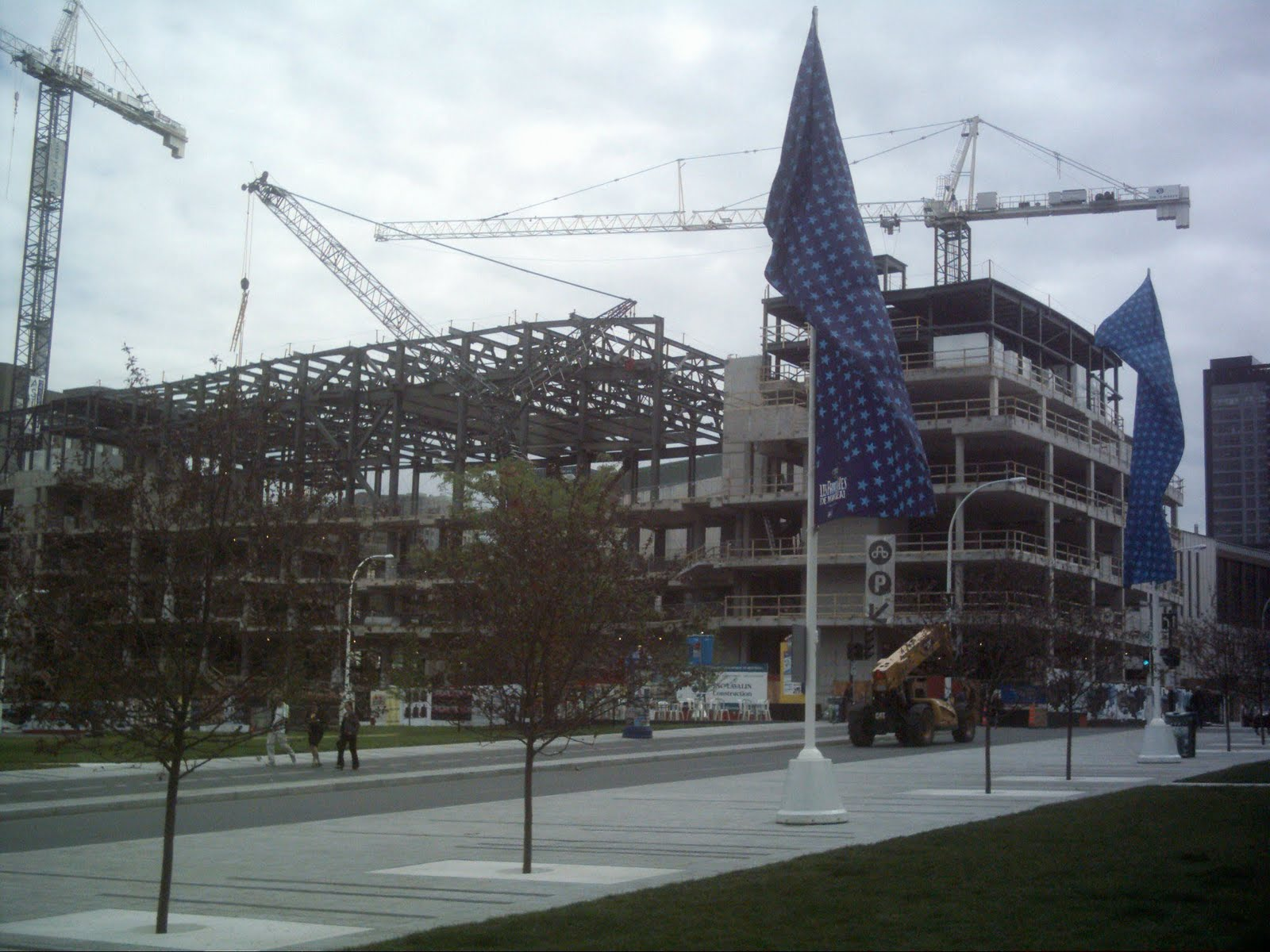
Les gouvernements ont accru leurs investissements en 2010 avec la réalisation de projets comme celui de la Maison symphonique de Montréal inaugurée en septembre 2011.

Les dépenses totales d'investissement ont chuté de 5 % en valeur nominale entre 2000 et 2010, passant de 12,6 à 12,0 milliards $. Ce repli est notamment attribuable à la diminution marquée des investissements dans les industries productrices de biens qui subissent une baisse de 45 % sur la période. Les investissements dans le secteur des services ont régressé légèrement (−4 %), principalement en raison de réduction dans les secteurs de l'information, de la culture et dans celui de la finance. Elles ont été compensées partiellement par des investissements substantiels en santé (+208 %) et dans le domaine de l'hébergement et de la restauration (+35 %).
Le début des années 2000 a été aussi marqué par une progression très importante des investissements dans le secteur du logement en raison d'une pénurie dans l'agglomération. Les investissements ont culminé à 3,1 milliards $ en 2004 pour redescendre graduellement au cours de la deuxième partie de la décennie. En 2010, les investissements dans la construction résidentielle se sont élevés à 2,1 milliards $, ce qui représente 18 % de l'ensemble des investissements réalisés sur l'île de Montréal.
La part des investissements réalisés par le secteur public est en hausse constante depuis 10 ans. Les investissements des trois paliers de gouvernement, des institutions et des entreprises publiques ont doublé de 2000 à 2010, passant de 2 495 millions en 2000 à un niveau record de 5 180 millions $ dix ans plus tard. Les investissements publics, réalisés principalement dans la réfection des infrastructures de la métropole, comptent pour 43 % des investissements totaux et environ 24 % du total des investissements publics au Québec, qui se sont élevés à 21,9 milliards en 2010.

### Main d'œuvre

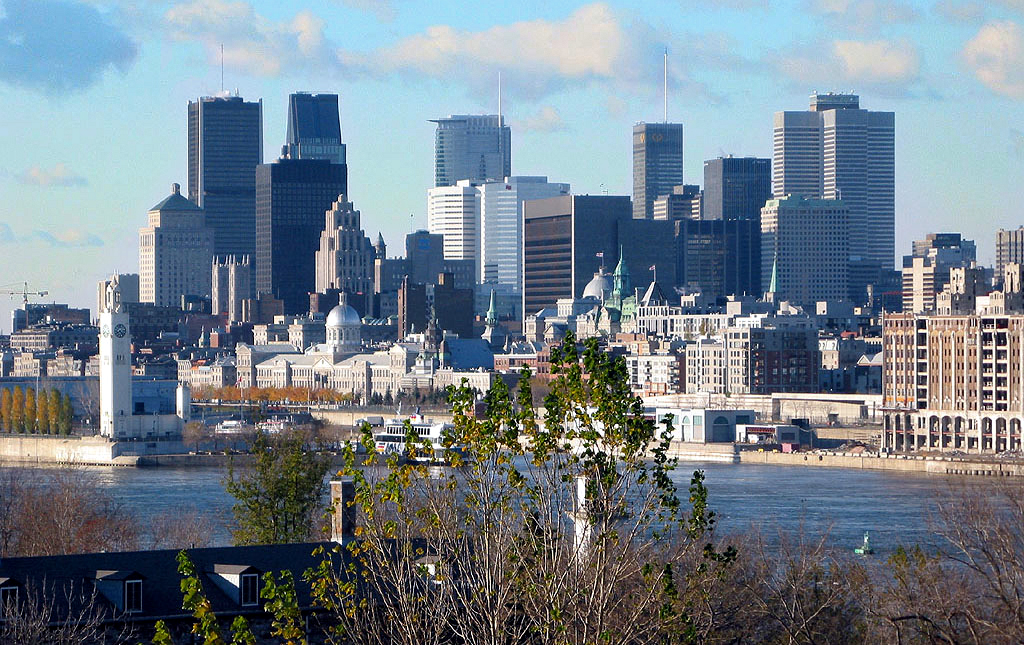
L'arrondissement Ville-Marie, au centre-ville de Montréal, est le principal pôle d'emploi de la région métropolitaine avec 308380 emplois en 2006.

Le taux de chômage de l'agglomération est de manière générale plus élevé que celui de l'ensemble du Québec. Sur une base annuelle, le taux de chômage à Montréal a chuté de 11,1 % en 2009 à 9,7 % en 2010, ce qui est 1,7 point de pourcentage supérieur à la moyenne québécoise.
Selon les données du recensement de 2001, Les principales concentrations d'emplois sur l'île sont situées dans le centre-ville avec une densité de 46 911 emplois/km2 et sa périphérie (27 478 emplois/km2). Trois autres zones de concentration sont situées le long de l'autoroute métropolitaine aux intersections des autoroutes 25, 15 et 13.
La structure des emplois au centre de l'agglomération a subi une profonde transformation entre 1981 et 2001. Ainsi les secteurs liés au tertiaire moteur ont remplacé les entreprises des secteurs plus traditionnels, comme le vêtement et la fabrication d'aliments, qui ont quitté le centre. On estime qu'en 20 ans, la zone située dans un rayon de 5 km du centre-ville a perdu environ 36 000 emplois dans ces secteurs, pour une diminution de 52 %. Bien qu'en expansion, les secteurs reliés au commerce ont conservé leur part relative de l'emploi au cours de la période.
La région métropolitaine compte quatre universités et quinze cégeps. En 2008, 166 965 étudiants étaient inscrits à un programme de formation universitaire à Montréal, un chiffre qui demeure à peu près stable depuis 2004. Toutefois, une étude de l'Organisation de coopération et de développement économiques (OCDE) publiée en 2004 indique que la faiblesse relative du niveau de scolarisation de la main d'œuvre expliquerait dans une large mesure les écarts de productivité entre Montréal et d'autres villes de pays industrialisés. L'étude note toutefois que cette différence ne saurait s'expliquer par une insuffisance en matière d'accès ou de financement à l'enseignement supérieur, mais par un rattrapage afin de compenser «le niveau initialement faible de scolarité, qui était particulièrement évident chez les francophones avant les années 1960».

## Principales activités

### Finance et gestion de sociétés
Le secteur financier constitue l'un des piliers de l'activité économique montréalaise. Avec près de 100 000 emplois répartis dans plus de 3 000 entreprises, Montréal se classe au 17e rang des places financières internationales et au 8e rang en Amérique selon le classement établi par le Global Financial Center Index du Qatar Financial Centre Authority en 2012,.
L'activité du secteur est diversifiée dans trois principaux domaines: l'intermédiation financière, l'assurance des biens et des personnes et la gestion de valeurs mobilières et les fonds de pension. Les treize plus grandes entreprises du secteur emploient 44 000 personnes, soit près de la moitié des travailleurs du secteur. Avec 12 000 employés, le Mouvement des caisses Desjardins occupe le premier rang, suivi de la Banque nationale du Canada (8 600), RBC Groupe financier (4 600), BMO Groupe financier (3 250) et de Power Corporation du Canada (3 200).
Montréal est également un centre majeur de gestion de fonds de retraite. La Caisse de dépôt et placement du Québec, qui compte 900 employés à Montréal, administre un actif sous gestion de 199,1 milliards $ au 31 décembre 2010. Depuis 1999, les fonds de pension des employés du gouvernement canadien et de ses forces armées sont gérés à partir de Montréal par Investissements PSP, dont l'actif sous gestion s'établissait à 58 milliards $ au 31 mars 2011. Plusieurs fonds de pension d'entreprises de plus de 10 milliards $ sont également gérés à partir de Montréal, dont ceux de BCE, du Canadien National et d'Hydro-Québec.
Parmi les activités importantes ou particulièrement connues de la région montréalaise, on peut citer Bombardier, Hydro-Québec, BCE, Power Corporation, CN, Banque nationale du Canada, Air Canada, Rio Tinto Alcan, SNC-Lavalin, Saputo, Mouvement Desjardins, CGI, Québecor, Domtar, Métro Richelieu, Shell Canada, Petro-Canada.

### Aérospatiale

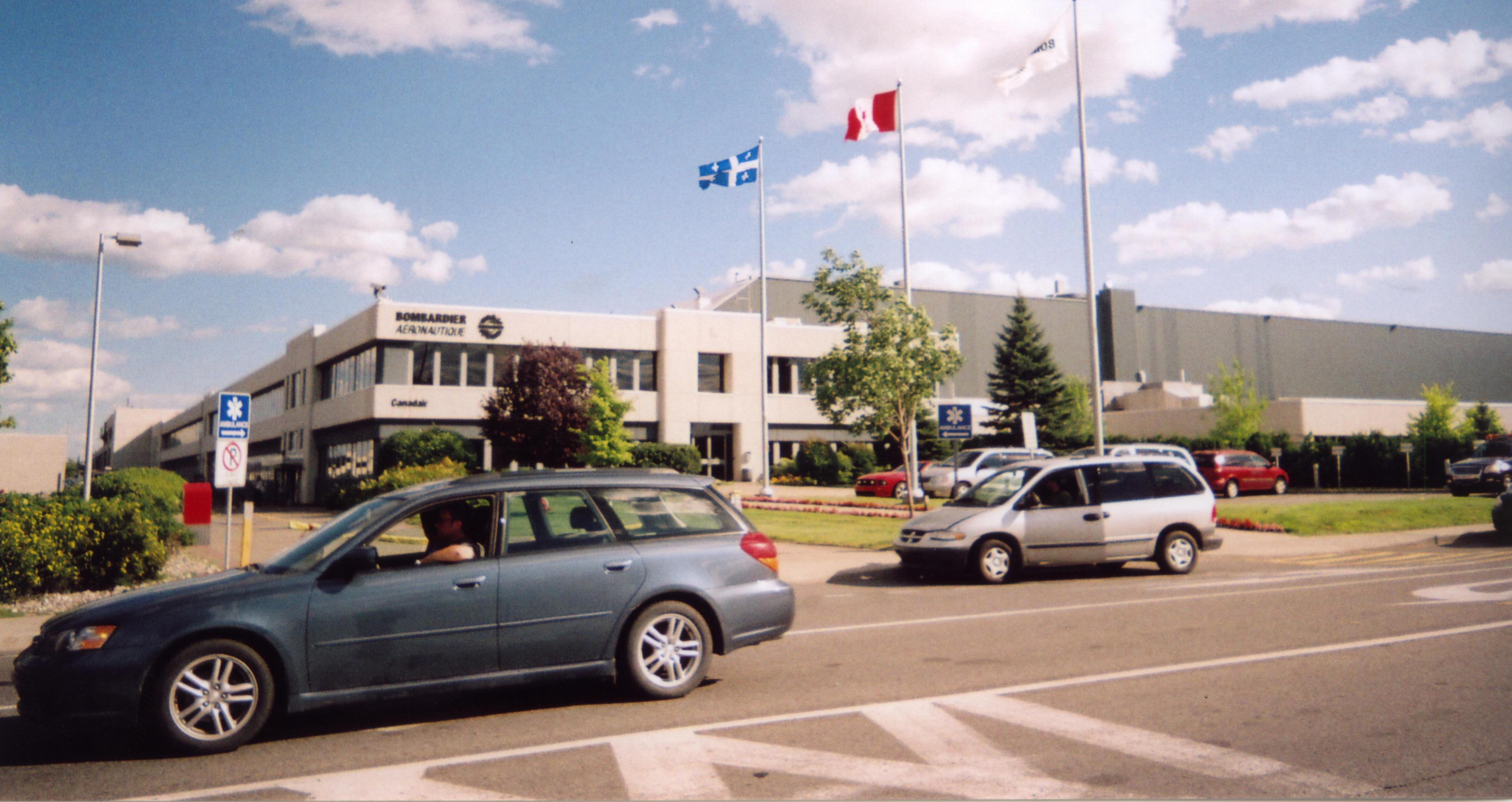
L'usine de Bombardier Aéronautique dans l'arrondissement Saint-Laurent.

La région de Montréal figure, avec Seattle et Toulouse, parmi les grands centres mondiaux de l'industrie aérospatiale. En 2010, le secteur enregistrait des ventes de 10,9 milliards $ et employait 39 500 personnes dans la région métropolitaine, regroupe 98 % de la production québécoise. Les exportations du Québec figurent au sixième rang mondial, après les États-Unis, la France, le Royaume-Uni, l'Allemagne et l'Italie. Quatre-vingts pour cent de la production québécoise est exportée.

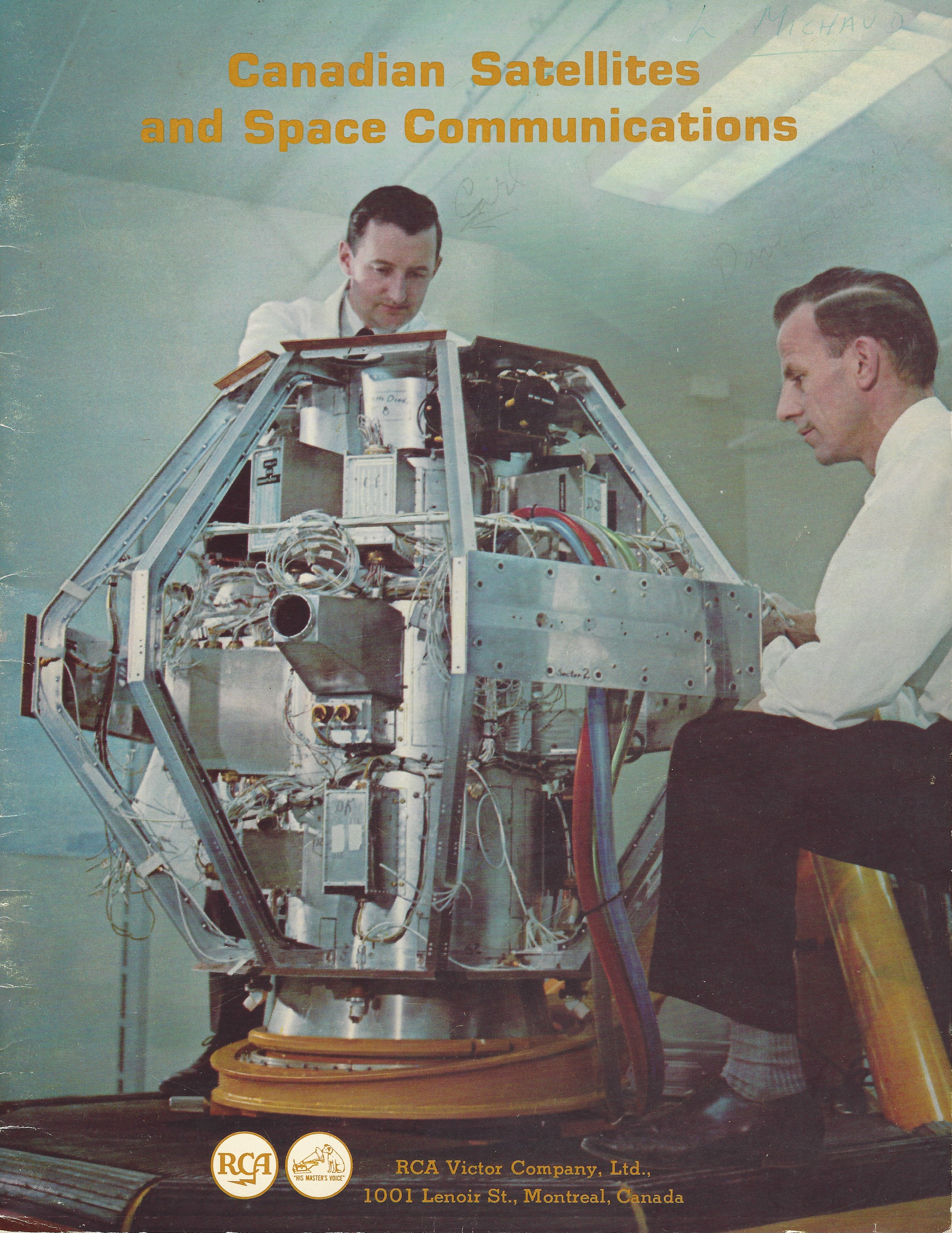
Affiche publicitaire de l'assemblage du premier satellite canadien "Alouette 1" dans le laboratoire de l'ancienne usine RCA Victor. Exposition de pièces usinées pour sa construction au Musée des ondes Emile Berliner.

Les 15 principales entreprises du secteur s'appuient sur un réseau de près de 210 petites et moyennes entreprises répondant aux différents besoins des constructeurs et équipementiers. Selon AéroMontréal, l'association qui regroupe les acteurs de cette grappe industrielle, Montréal est «l'un des rares endroits dans le monde où l’on peut se procurer la quasi-totalité des composantes d’un aéronef dans un rayon de 30 km.»
Parmi les principales entreprises du secteur qui ont pignon sur rue à Montréal et dans ses couronnes nord et sud, citons Bombardier Aéronautique (aviation d'affaires, avions régionaux), Bell Helicopter (hélicoptères), Pratt & Whitney (moteurs) et CAE (simulateurs de vol), des firmes établies de longue date et qui occupent des positions de leaders mondiaux dans leurs marchés respectifs.
Montréal est également la «capitale de l'aviation civile internationale». Elle est le siège de l'Organisation de l'aviation civile internationale (OACI), de l'Association internationale du transport aérien (IATA) et son institut de formation (ITDI), de la Société internationale de télécommunications aéronautiques (SITA), du Conseil international de l'aviation d'affaires (IBAC) et de l'Airports Council International (ACI).
Principal centre de cette industrie au Canada avec près de 55 % de la production et la moitié des emplois, la région accueille également l'Agence spatiale canadienne, à Longueuil, et les sièges sociaux d'Air Canada et Air Transat, dans l'arrondissement Saint-Laurent,. 

### Technologies de l'information
Les industries des services informatiques et du logiciel ainsi que celle du multimédia sont deux autres secteurs importants liés à la technologie au Québec,. Le secteur des services informatiques et du logiciel est aussi très développé au Québec et emploie près de 145 000 personnes,.
L'industrie du jeu vidéo est en plein développement à Montréal, qui est devenu l'un des cinq pôles mondiaux de développement de médias numériques interactifs. Tandis que l’industrie québécoise du jeu vidéo comptait à peine 1 000 employés au début des années 2000, elle en comptait près de 9 000 en 2013, dont une partie importante se trouve à Montréal. L’Alliance numérique, qui revendique 191 membres actifs au Québec dans les secteurs du jeu vidéo, de la formation en ligne (e-learning), de la mobilité et des services et applications Internet, évalue l’impact économique annuel du secteur à 827 millions $ en 2014, et générerait des revenus fiscaux de l’ordre de 145 millions $.
Ce secteur a d'abord été développé par des pionniers tels que Softimage, fondée par Daniel Langlois en 1986, et Discreet Logic, mais la présence de chef de file mondial dans ce domaine en particulier Ubisoft, arrivée au Québec en 1997, Electronic Arts et Eidos ne sont pas étrangères à ce succès. La revue britannique spécialisée Develop mentionne d'ailleurs en octobre 2006 que la métropole est l’endroit qui a connu le plus grand essor dans ce domaine au cours des 10 dernières années.
Par ailleurs, Montréal a un secteur de hautes technologies et d'électronique, avec Matrox à Dorval, Cimmetry et la firme de conseil en technologie GFI Solutions.

### Sciences de la vie
Plus de 43 000 personnes sont employés dans 620 entreprises du secteur des sciences de la vie dans la région métropolitaine de Montréal. Montréal et sa région ont acquis une certaine renommée dans le domaine des sciences au cours des dernières décennies grâce au développement de plusieurs médicaments importants, dont Singulair (asthme), Arcoxia et 222 (analgésiques), Lamivudine (VIH-SIDA), Fluvarix, Premarin et Egrifta.
Montréal se targue également d'accueillir sur son territoire plusieurs des 20 plus grandes sociétés pharmaceutiques mondiales, dont Pfizer, Merck, Novartis, AstraZeneca, Sanofi-Aventis, Bristol-Myers-Squibb, GlaxoSmithKline et Boehringer-Ingelheim. Parmi les facteurs expliquant la robustesse de ce secteur, notons la présence de deux facultés de médecine, aux universités McGill et de Montréal, qui ont une réputation mondiale dans ce secteur de 24 centres hospitaliers et instituts universitaires et plusieurs dizaines de centres de recherche. En 2007, 11 000 étudiants étaient inscrits aux 36 programmes offerts par les quatre universités de la métropole et à l'INRS-Institut Armand-Frappier.

### Transports
Moteur historique de la plateforme intermodale de Montréal depuis le XIXe siècle, le port de Montréal est situé au cœur du continent nord-américain, à 1 600 km de l'Atlantique. Ouvert à l'année depuis 1964, il est l'un des ports intérieurs les plus fréquentés au monde. En 2010, 25,9 millions de tonnes de marchandises ont transité par les installations de l'administration portuaire montréalaise, une augmentation de 5,7 % sur l'année précédente.
Selon la direction du port, l'élargissement du canal de Panama prévu en 2014, devrait augmenter le trafic en provenance d'Asie. Le port envisage l'augmentation de sa capacité à 3 millions de conteneurs par année, comparativement à 1,3 million en 2010.
La situation géographique de Montréal en fait également une plaque tournante du transport ferroviaire de marchandises dans le nord-est de l'Amérique du Nord. Montréal se situe à la jonction de trois grands axes ferroviaires; l'axe transcanadien, entre Halifax et Vancouver; l'axe Saint-Laurent-Grands Lacs, qui va de Chicago à Québec; alors qu'un troisième axe relie Montréal à Boston et New York.
La ville est desservie par deux aéroports internationaux, Pierre-Elliott-Trudeau (autrefois aéroport Dorval - trafic passager) et Mirabel (marchandises).
La ville a aussi un métro souterrain sur pneus, inauguré en 1966, à temps pour l'Expo 67. Il compte 68 stations sur 71 km de réseau et transporte quotidiennement plus de 1,1 million de passagers les jours de semaine. Depuis l'ouverture de trois stations à Laval en 2007, il permet d'entrer et de sortir de l'île de Montréal tant au nord qu'au sud.

### Culture et tourisme
Montréal est un centre médiatique très important, vu sa situation de métropole du Québec. S’y trouvent en effet les bureaux des quotidiens la Presse, le Devoir, le Journal de Montréal et The Gazette, ainsi que des télédiffuseurs Radio-Canada, V télé, Télé-Québec, TVA, les stations locales anglophones de CBC, CTV et Global, ainsi que les chaînes spécialisées d'Astral Media et du Groupe TVA.
La Grande Bibliothèque du Québec est sise à Montréal, comprenant une partie de la collection de la Bibliothèque nationale du Québec.
Le tourisme est une industrie importante à Montréal. La ville a reçu 6,9 millions de touristes (séjour de 24 heures ou plus) en 2008. Ceux-ci ont dépensé 2,1 milliards de dollars, pour des revenus totaux de 27,2 millions $ dans l'économie montréalaise. En 2008, l’industrie touristique employait 58 159 personnes. L'organisation responsable de la promotion touristique de Montréal est Tourisme Montréal, son dirigeant actuel (2010) est Charles Lapointe.
|                                              | 2006            | 2007            | 2008            |
| -------------------------------------------- | --------------- | --------------- | --------------- |
| Nombre de touristes                          | 7 533 000       | 7 033 013       | 6 995 851       |
| Dépenses des touristes                       | 2,5 milliards $ | 2,0 milliards $ | 2,1 milliards $ |
| Revenus                                      | 28,4 millions $ | 26,6 millions $ | 27,2 millions $ |
| Nombre de congrès et réunions corporatives   | 284             | 292             | 319             |
| Taux d’occupation des hôtels                 | 68,0 %          | 67,4 %          | 65,3 %          |
| Tarif moyen d’une chambre d’hôtel            | NC              | 139,14 $        | 140,55 $        |
| Visiteurs aux attraits touristiques          | 17,9 millions   | 19,6 millions   | 18,5 millions   |
| Visites sur le site web de Tourisme Montréal | NC              | 2,6 millions    | 2,0 millions    |

### Autres domaines
Les industries montréalaises incluent l'aéronautique, la pharmaceutique, les hautes technologies, les jeux vidéo, le textile, la mode, l'électronique, le matériel de transport, les produits pétroliers, le tabac et l'imprimerie. Les études supérieures forment une autre importante partie de l'économie montréalaise.
- La mode,
- Le matériel de transport
- L'imprimerie
- L'énergie
- L'intelligence artificielle

## Rayonnement international
- L'Organisation de l'aviation civile internationale (OACI), une agence des Nations unies
- L'Agence mondiale antidopage (AMA), un organisme olympique
- L'Association internationale du transport aérien (IATA)
- L'Institut de statistique de l'UNESCO (ISU)
- 60 autres organisations internationales œuvrant dans des domaines variés, situées dans le Quartier international de Montréal

## Sièges sociaux

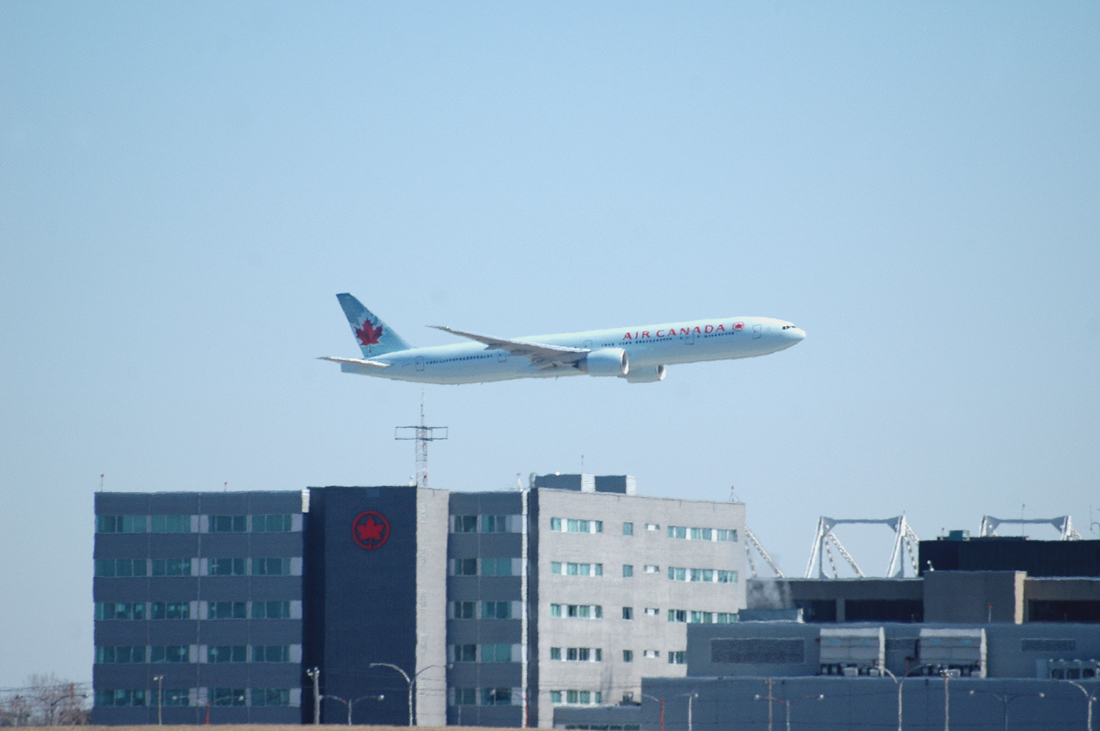
Centre Air Canada, le siège social d'Air Canada

Dans le secteur de la recherche et du développement, 24 des 100 plus importantes entreprises canadiennes ont leur siège social à Montréal (2003, selon Research Infosource). Ceci représente près de 3 milliards d'investissement en recherche.
- Air Canada
- Air Transat
- Anachemia Canada
- Babel Media
- Ballin
- Banque de Montréal (majorité des opérations à First Canadian Place, Toronto)
- Banque Laurentienne
- Banque nationale du Canada
- Bell Canada
- Bibliothèque nationale du Québec
- Bombardier
- Broccolini
- Canadien National
- CGI
- Cirque du Soleil
- Collège des Amériques (à l'Université de Montréal)
- Domtar
- Groupe Jean Coutu
- Hydro-Québec
- Jacob
- Kruger
- Metro
- Molson
- Power Corporation du Canada
- Produits forestiers Résolu
- Provigo
- Québecor
- Rio Tinto Alcan
- Saputo
- SNC-Lavalin
- Standard Life
- Tembec
- Transcontinental inc.
- Reitmans

### Sièges sociaux historiques
- Banque royale du Canada : à Toronto depuis les années 1970
- Sun Life : à Toronto depuis 1978
- Zellers : à Toronto depuis 1996

## Statistiques
|                           | 1997    | 1998    | 1999    | 2000    | 2001    | 2002    | 2003    | 2004    | 2005    | 2006    | 2007    | 2008    | 2009    |
| ------------------------- | ------- | ------- | ------- | ------- | ------- | ------- | ------- | ------- | ------- | ------- | ------- | ------- | ------- |
| Agglomération de Montréal | 63 106  | 66 744  | 71 967  | 77 495  | 79 796  | 81 718  | 83 307  | 88 269  | 90 519  | 93 170  | 97 287  | 95 908  | 95 364  |
| Région métropolitaine     | 91 989  | 96 790  | 104 628 | 112 240 | 116 397 | 120 529 | 124 265 | 131 137 | 135 051 | 142 104 | 149 620 | 150 301 | 149 682 |
| Ensemble du Québec        | 175 118 | 182 252 | 195 765 | 209 301 | 215 711 | 223 849 | 232 980 | 243 989 | 252 710 | 263 433 | 278 768 | 284 257 | 283 101 |

|                             | 2000  | 2001  | 2002  | 2003  | 2004  | 2005  | 2006  | 2007  | 2008  | 2009  | 2010  |
| --------------------------- | ----- | ----- | ----- | ----- | ----- | ----- | ----- | ----- | ----- | ----- | ----- |
| Nombre d'emplois (milliers) | 834,0 | 863,3 | 886,2 | 896,2 | 903,9 | 909,2 | 922,2 | 932,3 | 950,0 | 919,8 | 949,6 |
| Taux d'activité (%)         | 61,2  | 63,0  | 63,9  | 65,5  | 65,0  | 65,6  | 65,9  | 65,1  | 65,8  | 64,8  | 65,3  |
| Taux d'emploi (%)           | 55,3  | 56,6  | 57,6  | 58,0  | 58,3  | 58,6  | 59,2  | 59,5  | 60,1  | 57,6  | 58,9  |
| Taux de chômage (%)         | 9,7   | 10,1  | 10,0  | 11,5  | 10,3  | 10,8  | 10,1  | 8,6   | 8,7   | 11,1  | 9,7   |

|                                   |                                                                       | 2006     | 2007     | 2008     | 2009  | 2010  | Variation 2010/2006 |
| milliers                          | milliers                                                              | milliers | milliers | milliers | en %  |       |                     |
| --------------------------------- | --------------------------------------------------------------------- | -------- | -------- | -------- | ----- | ----- | ------------------- |
| Total                             | Total                                                                 | 922,2    | 932,3    | 950,0    | 919,8 | 949,6 | 3,0                 |
| Secteur de la production de biens | Secteur de la production de biens                                     | 157,6    | 154,7    | 147,8    | 140,6 | 132,6 | −15,9               |
|                                   | Agriculture                                                           | —        | —        | 1,6      | —     | —     | ...                 |
|                                   | Foresterie, pêche, mines, pétrole et de gaz                           | 2,1      | 1,5      | —        | —     | —     | ...                 |
|                                   | Services publics                                                      | 4,5      | 6,2      | 4,3      | 5,5   | 5,2   | 15,6                |
|                                   | Construction                                                          | 28,5     | 28,8     | 33,0     | 30,4  | 30,4  | 6,7                 |
|                                   | Fabrication                                                           | 121,5    | 116,8    | 107,8    | 103,2 | 94,8  | −22,0               |
| Secteur des services              | Secteur des services                                                  | 764,6    | 777,6    | 802,2    | 779,2 | 817,0 | 6,9                 |
|                                   | Commerce                                                              | 149,3    | 152,7    | 140,2    | 141,0 | 147,0 | −1,5                |
|                                   | Transport et entreposage                                              | 39,1     | 43,8     | 48,5     | 40,3  | 43,2  | 10,5                |
|                                   | Finance, assurances, immobilier et location                           | 66,2     | 63,8     | 69,1     | 67,6  | 79,1  | 19,5                |
|                                   | Services professionnels, scientifiques et techniques                  | 93,6     | 104,1    | 103,6    | 101,8 | 112,5 | 20,2                |
|                                   | Services aux entreprises, aux bâtiments et autres services de soutien | 47,2     | 42,5     | 40,1     | 41,5  | 37,6  | −20,3               |
|                                   | Services d'enseignement                                               | 72,2     | 70,5     | 76,0     | 75,8  | 76,2  | 5,5                 |
|                                   | Soins de santé et assistance sociale                                  | 108,8    | 102,8    | 112,5    | 108,9 | 120,9 | 11,1                |
|                                   | Information, culture et loisirs                                       | 60,2     | 63,1     | 68,6     | 68,4  | 65,3  | 8,5                 |
|                                   | Hébergement et restauration                                           | 58,4     | 62,0     | 68,2     | 57,5  | 57,9  | −0,9                |
|                                   | Autres services                                                       | 38,5     | 38,2     | 39,2     | 42,6  | 37,0  | −3,9                |
|                                   | Administrations publiques                                             | 31,1     | 34,0     | 36,1     | 34,0  | 40,3  | 29,6                |